# CVV (voetbalclub)
CVV (Charloisse Voetbalvereniging) was een op 12 juli 1908 opgerichte amateurvoetbalvereniging uit Rotterdam-Charlois, Zuid-Holland, Nederland.
De club fuseerde in 2001 met RSM (Rotterdamse Sportvereniging Mercurius), opgericht op 30 maart 1933, tot CVV Mercurius. Per 1 juli 2014 fuseerde CVV Mercurius met SV DEHMusschen tot SV Charlois.

## Geschiedenis

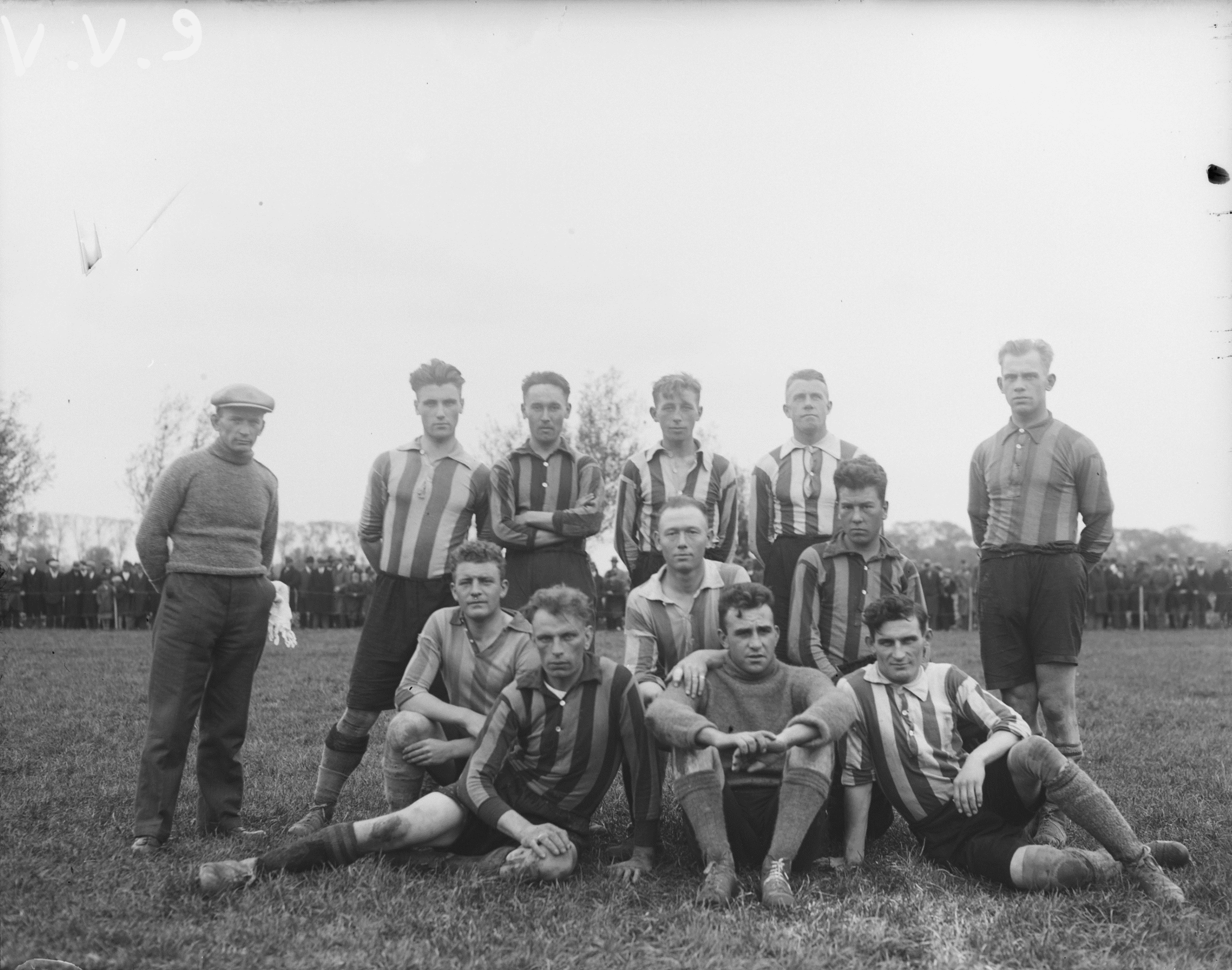
CVV elftal uit 1930.

De club werd opgericht door Jan van der Schoor en Piet van der Poel in Charlois. Als naam werd voor “Excelsior” gekozen. In 1910 werd besloten toe te treden tot de Rotterdamsche Voetbalbond (RVB), maar toen moest de naam worden gewijzigd omdat er al een Excelsior (de huidige betaaldvoetbalclub) in de bond speelde. Er werd gekozen voor CVV (Charloisse Voetbal Vereniging).
Reeds in het eerste jaar werd het kampioenschap van de RVB 2e klasse behaald. Het jaar daarop was een tweede plaats in de eerste klasse voldoende om te promoveren naar de NVB. In het seizoen 1916/17 werd de club ongeslagen kampioen van de Derde klasse B, met als concurrenten ADO, Excelsior, Gouda, Transvalia, USC en VFC. In het seizoen 1917/18 kwam CVV voor de eerste maal uit in de Tweede klasse. In het seizoen 1919/20 werd na een spannende strijd tegen VUC op het veld van DLC de NVB-beker, ook wel "Holdertbeker" genoemd, gewonnen. In het seizoen 1920/21 werd de club derde in de competitie. Een seizoen later ging de club met zes elftallen van start. Het eerste stond geruime tijd bovenaan, maar eindigde ten slotte als vierde.
In het seizoen 1936/37 speelde de club voor het eerst in de Eerste klasse, toenmalig het hoogste niveau in Nederland, ook in de seizoenen 1937/38, 1938/39, 1939/40 en 1940/41 speelde het in deze klasse. De club degradeerde in 1941 naar de tweede klasse.
Door de invoering van betaald voetbal miste de club de aansluiting met de top en pendelde het tussen eerste klasse en Hoofdklasse. Het werd in 1964 Landskampioen bij de zondagamateurs als winnaar van de kampioenscompetitie met Quick '20 (Oost), VV Chevremont (Zuid-II), WVV Winschoten (Noord), VC Vlissingen (Zuid-I) en VPV Purmersteijn (West-I). In het seizoen 1975/76 werd het kampioenschap in de Hoofdklasse (A) behaald. In de strijd om de algehele zondagtitel eindigde het als tweede achter kampioen SV Limburgia (kampioen C) en voor CVV Germanicus (kampioen B).

## Competitieresultaten 1913–2000
| 5 3A |

| 6 3B |

| 3 3? |

| 2 3B |

| 1 3B |

| 5 2C |

| 3 2C |

| 2 2C |

| 3 2C |

| 4 2C |

| 2 2C |

| 2 2B |

| 2 2A |

| 1 2B |

| 4 2A |

| 9 2B |

| 5 2B |

| 8 2A |

| 3 2B |

| 5 2B |

| 8 2B |

| 2 2A |

| 2 2A |

| 1 2B |

| 8 WI |

| 5 WII |

| 6 WII |

| 10 WII |

| 10 WI |

| 3 2B |

| 4 2B |

| 2 2B |

|  |

| 7 2A |

| 4 2A |

| 7 2B |

| 9 2A |

| 4 2A |

| 4 2B |

| 6 2A |

| 7 2B |

| 6 2A |

| 5 2B |

| 2 1A |

| 8 1A |

| 3 1A |

| 11 1A |

| 1 2A |

| 5 1C |

| 5 1B |

| 3 1B |

| 1 1B |

| 2 1B |

| 3 1B |

| 6 1B |

| 7 1B |

| 3 1B |

| 9 1B |

| 8 1B |

| 9 1B |

| 10 1B |

| 6 1B |

| 7 A |

| 1 A |

| 3 A |

| 9 A |

| 10 A |

| 3 A |

| 13 A |

| 1 1B |

| 12 A |

| 12 A |

| 11 A |

| 13 A |

| 13 1B |

| 4 2B |

| 13 2B |

| 7 3C |

| 3 3D |

| 6 2B |

| 7 2B |

| 10 2B |

| 3 3C |

| 10 3C |

| 2 4F |

| 10 4H |

| 1 4H |

| 3 3C |

| Hoofdklasse | Eerste klasse | Tweede klasse | Derde klasse | Vierde klasse |

In elke staaf van de grafiek staat van boven naar beneden vermeld: 
- Eindnotering

Dit is de positie die de club heeft bereikt in de competitie, zonder eventuele beslissings-, play-off- of nacompetitiewedstrijden die nodig zijn geweest om bijvoorbeeld de kampioen van de competitie te bepalen.
Indien een * achter het getal staat is de notering een tussenstand en kan het zijn dat de notering niet overeenkomt met de uiteindelijke eindstand van de competitie.
Staat er een - dan is het seizoen nog bezig en is er geen definitieve uitslag bekend.
Staat er xx op de positie van de notering, dan heeft de club vroegtijdig de competitie verlaten. Dit kan onder andere komen door terugtrekking van het team, faillissement van de club of door een uitgedeelde straf van de KNVB. In veel gevallen staat elders in het artikel de reden vermeld.
Staat er een ? dan is het resultaat uit het verleden onbekend, en is alleen de competitie of het niveau bekend van dat seizoen.
In de seizoenen 2019/20 en 2020/21 werd wegens de coronacrisis het amateurvoetbal afgebroken. Daardoor kennen deze staven geen eindklassering (middels -- weergegeven).
- Competitieniveau en afdelingsletter of Officiële eindstand Eredivisie
  - Competitieniveau en afdelingsletter

Hierbij geeft het getal het niveau weer, dat ook terug te vinden is in de legenda. De letter is de afdelingsaanduiding en wordt gebruikt wanneer er meer afdelingen zijn op hetzelfde niveau. De afdelingsletter is altijd een hoofdletter en wordt meestal zonder nummer gebruikt.
Voorbeeld: 2F is niveau 2e klasse competitie F.
Het competitieniveau en nummer wordt niet vermeld wanneer er slechts één competitie van dit niveau was.
  - Officiële eindstand Eredivisie (getal staat tussen haakjes vermeld)

Sinds de introductie van play-offwedstrijden voor Europees voetbal na afloop van de reguliere competitie in 2005/06, is de KNVB verplicht een eindstand van de Eredivisie door te geven aan de UEFA aan de hand van deze play-offwedstrijden.
Bij deze eindstand staan clubs die zich hebben gekwalificeerd voor Europees voetbal hoger dan clubs die zich niet wisten te kwalificeren. Indien er geen verschil was tussen de eindnotering en de officiële eindstand, staat dit getal niet vermeld.

- Onderafdeling

Hier staat afgekort de naam van de onderafdeling indien de club in dat jaar in een onderafdeling uitkwam. Tevens staat deze afkorting in de legenda en wordt gelinkt naar het artikel over deze onderafdeling. Deze afkorting wordt alleen vermeld wanneer de club in het verleden in verschillende onderafdelingen heeft gespeeld. Deze vermelding is in de staaf altijd in kleine letters. Deze onderafdelingen zijn na het seizoen 1995/96 afgeschaft. Heeft de club in slechts één onderafdeling gespeeld, dan is dit alleen terug te vinden in de legenda.
Onder de staaf staat het jaartal vermeld waarin het seizoen is afgesloten. 15 verwijst naar het seizoen 2014/15 of eventueel het seizoen 1914/15.
Wanneer een staaf leeg is, zijn deze gegevens niet bekend. Het kan ook zijn dat de club dat seizoen niet heeft meegespeeld op het hogere amateurniveau, vroegtijdig de competitie heeft verlaten of uit de competitie is gezet.

In het seizoen 1944/45 was er wegens de Tweede Wereldoorlog geen regulier competitievoetbal.

## Bekende (oud-)spelers
- Sjaak Roggeveen
- Piet den Boer